# Vidrio crown (ventana)

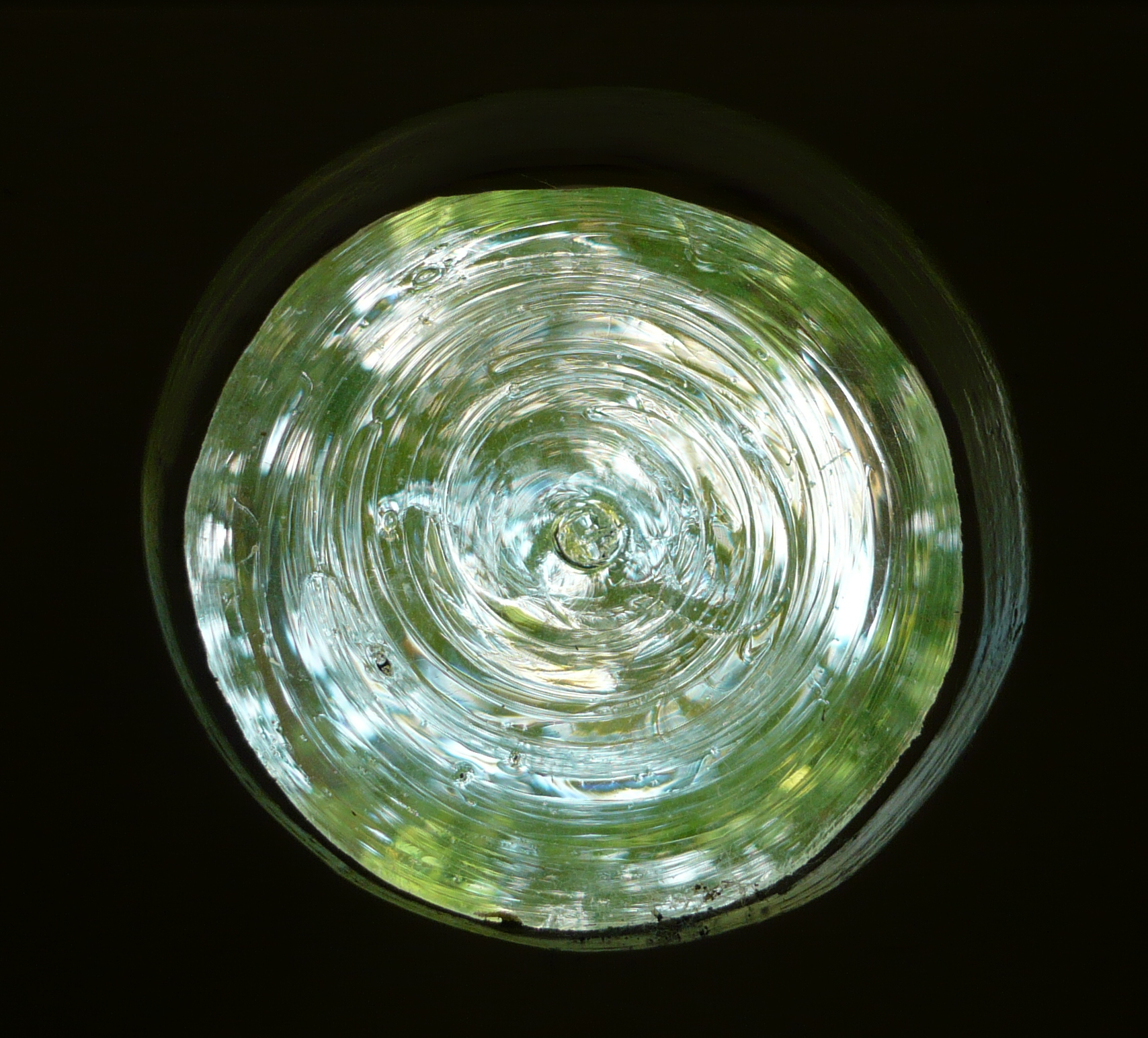
Vidrio crown.

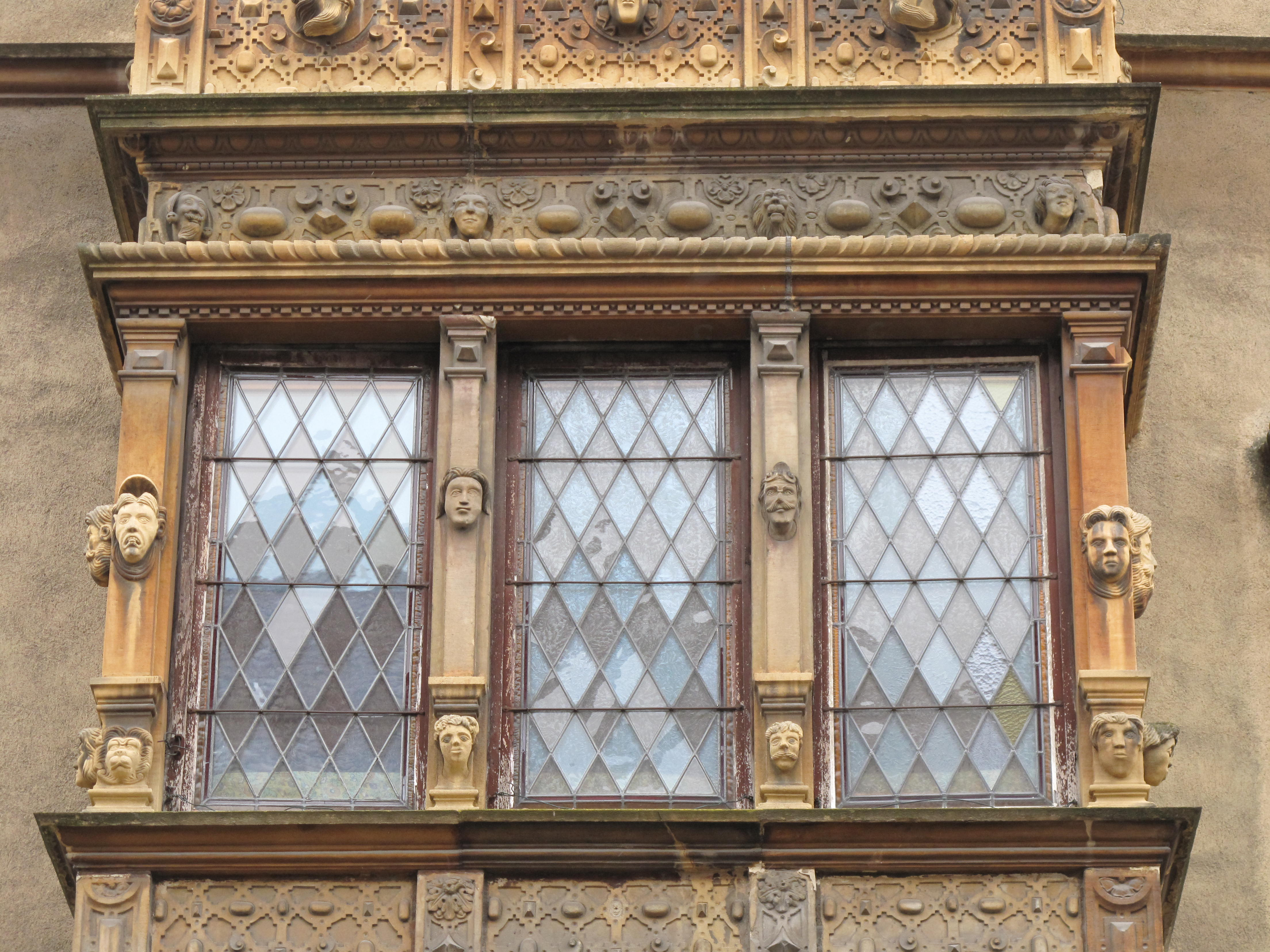
Ventana de la Casa de las Cabezas de Colmar, Francia.

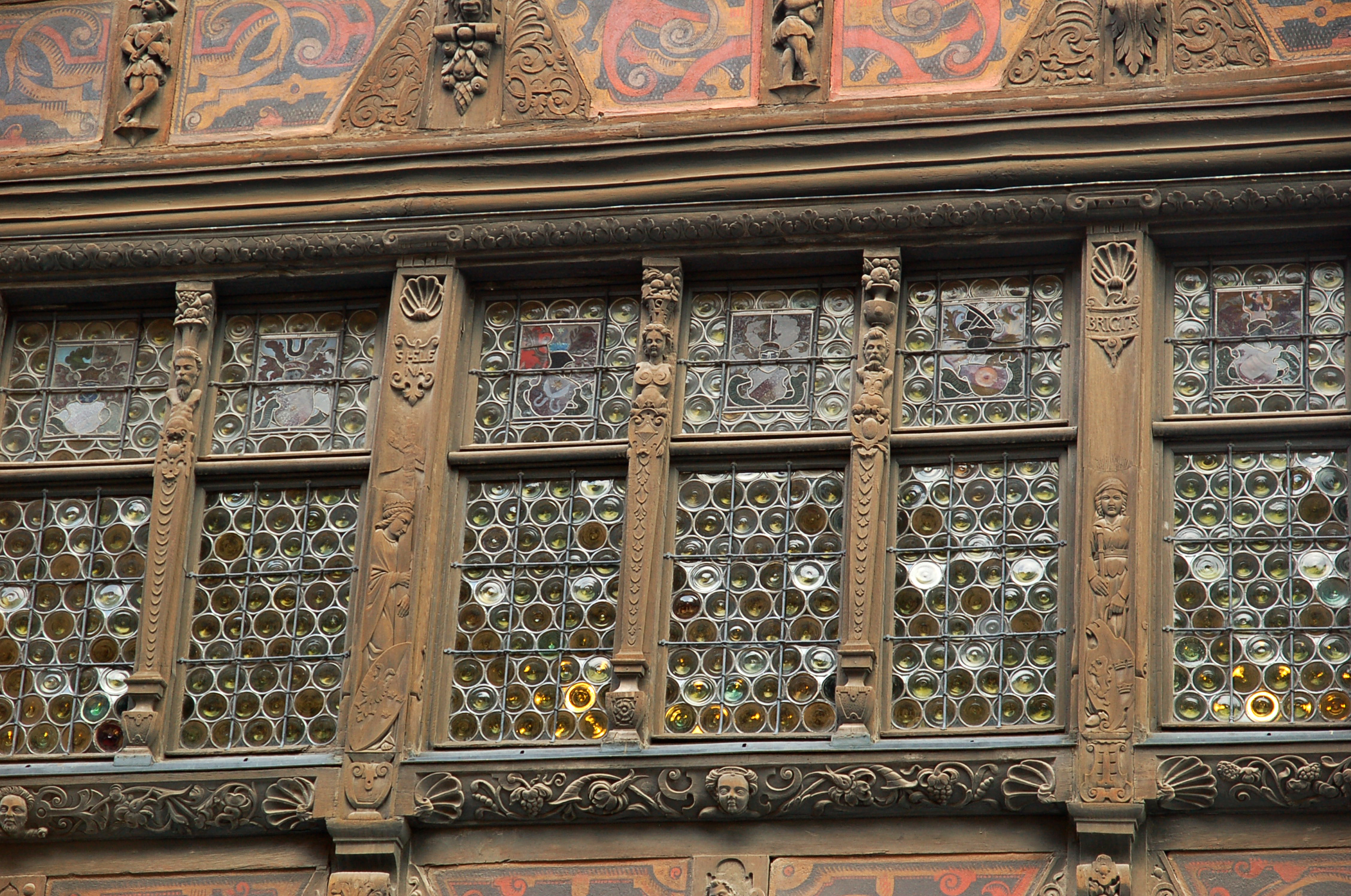
Ventanas de la casa Kammerzell, Estrasburgo, Francia.

El vidrio crown o vidrio corona, soplado en corona (en francés: soufflage en couronne), fue un tipo antiguo de cristal para ventanas. En este proceso, el vidrio es soplado en una "corona" o globo convexo. Entonces se aplanaba recalentando y girando el bullón de cristal de forma cóncava para que la fuerza centrífuga lo convirtiera en un disco plano, de 1.5 a 1.8 m de diámetro. Posteriormente el vidrio se cortaba a la medida requerida.
El cristal más fino se hallaba a lo largo del borde del disco, e iba ensanchándose y volviéndose más opaco hacia el centro. Esta parte más ancha se usaba para las ventanas más baratas. Para cubrir grandes espacios con ventanales del mejor vidrio, se cortaban pedazos en forma de diamante del borde del disco que se montaban en un entramado de varillas de plomo que se ajustaba al marco de la ventana.
El vidrio corona fue uno de los procesos más comunes para la elaboración de ventanas de cristal hasta el siglo XIX. Se han hallado paneles de este tipo de vidrio con marcos de cerámica en Soba, capital medieval de Alodia. Tenían 110–115 mm en diámetro y fueron usados probablemente para proporcionar iluminación a los almacenes. El proceso de elaborar paneles fue perfeccionado por los vidrieros franceses en la década de 1320, destacando Rouen, y se consideraba un secreto profesional. Por ello, no se empezaría a elaborar en Londres hasta 1678. Los métodos manuales de soplado de vidrio se usaron hasta finales del siglo XIX, ya que a principios del XX se generalizó el vidrio fábricado con máquinas.